# (86047) 1999 OY3

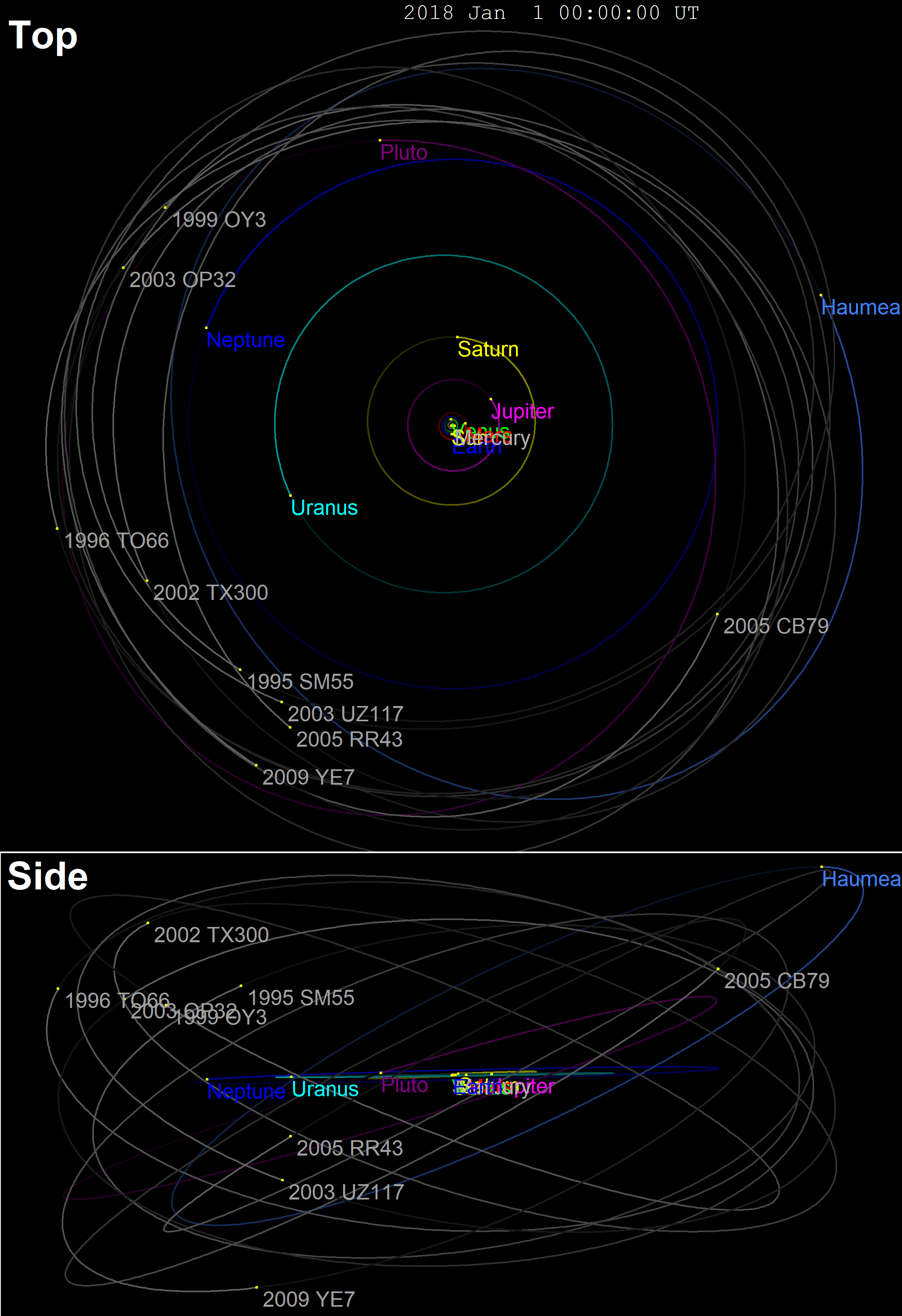
Quỹ đạo của các thành viên hệ Haumea.

(86047) 1999 OY3 là một vật thể ngoài Sao Hải Vương nằm trong vành đai Kuiper ngoài Sao Diêm Vương. Nó được phát hiện vào ngày 18 tháng 7 năm 1999, tại Đài thiên văn Mauna Kea, Hawaii. Đây là một trong những thành viên của hệ va chạm Haumea.

## Hệ Haumea
1999 OY3 là một thành viên ứng cử viên của gia đình Haumea và có lẽ có suất phản chiếu rất cao. Trong số các thành viên hệ Haumea được biết đến, 1999 OY3 có cường độ tuyệt đối thấp nhất (H) của nhóm là 6,8, cho thấy đây cũng là thành viên nhỏ nhất trong nhóm.